# Choqueuse-les-Bénards
Choqueuse-les-Bénards – miejscowość i gmina we Francji, w regionie Hauts-de-France, w departamencie Oise.
Według danych na rok 1990 gminę zamieszkiwały 62 osoby, a gęstość zaludnienia wynosiła 15 osób/km² (wśród 2293 gmin Pikardii Choqueuse-les-Bénards plasuje się na 935. miejscu pod względem liczby ludności, natomiast pod względem powierzchni na miejscu 956.).